# Шуанхэдун
Шуанхэдун (кит. упр. 双河洞, пиньинь Shuāng hé dòng — Пещера двух рек) — протяжённая пещерная система в Китае, провинция Гуйчжоу. Самая длинная пещера Азии и третья в мире.

## Описание
Пещера заложена в гипсах и доломитах. Температура воздуха +13C. Содержание углекислого газа в воздухе достигает 400 ppm.
По пещере протекает как минимум три реки, образующих множество водопадов и озёр, в которых встречаются креветки и рыбы весом свыше килограмма. Также в пещере проживают лягушки, саламандры, пиявки, различные насекомые, пауки, летучие мыши.

## История исследований
Исследования ведутся с 1987 года, свыше 20 исследовательских экспедиций провели спелеологи Франции, Японии, Китая. В апреле 2023 года лабиринт достигнет 400 километров протяжённости.

## Подсистемы
Пещерная система образована соединением множества входов и пещер:
- 响水洞  Xiangshuidong
- 响水洞  Xiangshuidong
- 大风洞  Dafengdong
- 小龙洞  Xiaolongdong
- 山王洞  Shanwangdong
- 山王洞2  Shanwangdong2
- 阴河洞  Yinhedong
- 下洞  Xiadong
- 皮硝洞  Pixiaodong
- 麻黄洞  Mahuangdong
- 衫林洞  Shanlindong (est)
- 小水洞  Xiaoshuidong
- 何教洞  Hejiaodong
- 双河水洞  Shuangheshuidong
- 衫林洞  Shanlindong (ouest)
- 衫林洞  Shanlindong (ouest 2)
- 石膏洞  Shigaodong (est)
- 熊华塘洞  Xionghuatangdong
- 红罩子洞  Hongzhaozidong
- 团堆窝水洞  Tuanduiwoshuidong
- 罗教洞  Luojiaodong
- 罗教洞二口 Luojiaodongerkou
- 铜鼓皮硝洞  Tonggupixiaodong
- 石膏洞  Shigaodong (ouest)
- 洞天坑  Dongtiankeng
- 上洞  Shangdong
- 龙潭子水洞  Longtanzishuidong
- 龙潭子水洞  Longtanzishuidong
- 文家洞  Wenjiadong
- 曾教洞  Zengjiaodong
- 黄家弯洞  Huangjiawandong
- 黄家弯大风洞  Huangjiawandafengdong
- 老硝洞 Laoxiaodong
- 黄瓜头洞  Huangguatoudong
- 大土洞  Datudong
- 大庆消坑洞  Daqingxiaokengdong
- 大屋基大风洞  Dawujidafengdong
- 二羊花沟半坡大风洞 Eryanghuagoubanpodafengdong
- 辛家湾凉风洞  Xinjiawanliangfengdong
- 石萌子特别大风洞  Shimengzitebiedafengdong
- 大土田角大风洞 Datutianjiaodafengdong
- 大土田角大风洞2 Datutianjiaodafengdong2
- 洞堡垭口洞 Dongbaoyakou
- 消坑凼大风洞  Xiaokengdangdafengdong
- 青岗林风洞 Qingganglinfengdong
- 消坑凼大风洞2 Xiaokengdangdafengdong2
- 瓦厂堡洞 Wachangbaodong
- 大田湾大消坑 Datianwandaxiaokeng
- 大田塘大风洞 Dàtiántángdàfēngdòng
- 酸枣洞 Suanzaodong
- 酸枣洞 2 Suanzaodong 2
- 酸枣洞 3 Suanzaodong 3
- 猎熊消坑 Liexiongxiaokeng
- 桃子树弯小坑 Taozishuwanxiaokeng
- 水洞 Shuidong (Chenghuatang)
- 堆窝洞 Duiwodong